# Aristide Morichelli d'Altemps
Aristide Morichelli, conosciuto anche con il doppio cognome Morichelli d'Altemps (San Ginesio, 15 aprile 1826 – San Ginesio, 6 gennaio 1896) è stato un nobile e politico italiano.

## Biografia
Aristide Morichelli d'Altemps nacque a San Ginesio il 15 aprile 1826. Appartenente alla nobile famiglia Morichelli d'Altemps, nata per unione matrimoniale dal padre Ilarione Morichelli e Marianna d'Altemps nel 1818, in giovane età diventa sottotenente della Seconda Compagnia Civica del Battaglione di San Ginesio e, a 25 anni, durante il governo dello Stato Pontificio, rientrò nelle 96 persone più ricche del territorio comunale, con un bene di oltre 900 scudi. Le sue idee politiche erano in linea con quelle della sinistra storica, ed appoggiava l'anarchia e i movimenti rivoluzionari: proprio per questo fu messo sotto sorveglianza dalle autorità locali, nonostante alloggiasse temporaneamente a Macerata. Laureato in legge, il 17 settembre 1851 venne eletto consigliere comunale, anche se il delegato apostolico di Macerata non convalidò la votazione, ritenendola nulla per questioni politiche. Dopo essere stato nuovamente eletto il 3 settembre 1857, il 10 novembre dello stesso anno venne scelto per diventare priore, l'equivalente del sindaco, di San Ginesio, carica che ricoprirà dal 1858 al 1860.
Assunta la carica il 26 gennaio 1858, e automaticamente divenuto capo della magistratura del paese, con gli eventi che portarono alla battaglia di Castelfidardo il 18 settembre 1860, venne scelto come presidente della Giunta Provvisoria di Governo cittadino e membro di quello provinciale, carica che ricoprirà dal 24 settembre 1860 al 10 febbraio 1961. Con la nascita del Regno d'Italia, nel mese di ottobre del 1860 divenne il primo sindaco di San Ginesio, anche se il suo operato fu ricco di faide interne. Costretto a lasciare il suo incarico nel 1868 per motivi familiari, venne rieletto nuovamente nell'agosto del 1882, ricoprendo nuovamente il titolo di sindaco fino al 1891.